# Poe Dameron
Poe Dameron este un personaj fictiv din franciza Războiul stelelor. A apărut prima dată în filmul din 2015 Star Wars: The Force Awakens. Poe este un pilot al Rezistenței care, din neatenție, îi aduce pe renegatul stormtrooperul Finn (John Boyega) și pe gunoierul de pe planeta Jakku, Rey (Daisy Ridley), în lupta împotriva sinistrului Primu Ordin.